# 野口庄三郎
野口 庄三郎（のぐち しょうざぶろう、寛政11年（1799年） - 明治4年3月29日（1871年5月18日））は江戸時代の政商。幼名は政吉。 屋号から信濃屋庄三郎とも呼ばれる。
信濃国筑摩郡上神林村（天領、現長野県松本市）に生まれ、文政11年（1828年）父の初代野口庄三郎から家業の材木商を継ぎ、その2代目となる。天保6年（1835年）江戸材木仲買株を取得し、江戸店（えどだな）を深川に出店。
弘化元年（1844年）の江戸城本丸焼失や、天保15年（1859年）の江戸城火災に伴う再建で、復興材の一部を供給したことがきっかけで江戸幕府の材木御用達となり、財政難にたびたび支援したことで、幕府から扶持と名字帯刀を遇された。それにより当初の中部地方の一帯から西日本や東北地方まで山林の採材圏を広げ、江戸のほか、京都、大坂、名古屋、駿府にも支店を構えた。
また嘉永年間の皇居造営や慶應2年（1866年）の大宮御所造営に際して木材の調達を一手に引き受けた。
郷里では同郡今井村に私財をなげうって開墾にあたり、野口新田村（現・同市）を開いたが、慶應2年（1866年）8月に発生した世直し一揆の木曽騒動では地域一番の豪商として標的にされ、豪邸を焼き討ちされた。維新後は小金牧の開墾事業や伊那県商社設立にも出資参画した。明治4年（1871年）京都で没した。享年73。